# Алансон (Мічиган)
Алансон (англ. Alanson) — селище (англ. village) в США, в окрузі Еммет штату Мічиган. Населення — 778 осіб (2020).

## Географія
Алансон розташований за координатами 45°26′34″ пн. ш. 84°47′13″ зх. д. / 45.44278° пн. ш. 84.78694° зх. д. (45.442799, -84.786861).  За даними Бюро перепису населення США в 2010 році селище мало площу 2,64 км², з яких 2,56 км² — суходіл та 0,08 км² — водойми.

## Демографія
Згідно з переписом 2010 року, у селищі мешкало 738 осіб у 307 домогосподарствах у складі 209 родин. Густота населення становила 280 осіб/км².  Було 429 помешкань (163/км²).
Расовий склад населення:
| - 92,4 % — білих - 5,0 % — корінних американців - 0,3 % — азіатів |

До двох чи більше рас належало 2,3 %. Частка іспаномовних становила 1,4 % від усіх жителів.
За віковим діапазоном населення розподілялося таким чином: 25,1 % — особи молодші 18 років, 63,2 % — особи у віці 18—64 років, 11,7 % — особи у віці 65 років та старші. Медіана віку мешканця становила 36,3 року. На 100 осіб жіночої статі у селищі припадало 101,6 чоловіків;  на 100 жінок у віці від 18 років та старших — 98,9 чоловіків також старших 18 років.
Середній дохід на одне домашнє господарство  становив 43 604 долари США (медіана — 34 727), а середній дохід на одну сім'ю — 50 422 долари (медіана — 46 500). За межею бідності перебувало 14,8 % осіб, у тому числі 9,9 % дітей у віці до 18 років та 9,0 % осіб у віці 65 років та старших.
Цивільне працевлаштоване населення становило 350 осіб. Основні галузі зайнятості: мистецтво, розваги та відпочинок — 22,0 %, виробництво — 18,3 %, освіта, охорона здоров'я та соціальна допомога — 11,7 %, будівництво — 11,4 %.